# Lazarus (canção)
"Lazarus" é uma canção do músico de rock inglês David Bowie. Foi lançada em 17 de dezembro de 2015, tornando-se o segundo single de seu vigésimo quinto álbum de estúdio, Blackstar, bem como último single de Bowie lançado antes de sua morte, em 10 de janeiro de 2016. Sua estreia mundial foi no programa BBC Radio 6 Music de Steve Lamacq no dia do seu lançamento como single. Além de seu lançamento em Blackstar, a trilha é usada no musical off-Broadway de Bowie de mesmo nome. O vídeo oficial da música, dirigido por Johan Renck, foi lançado em 7 de janeiro de 2016, três dias antes da morte de Bowie.
"Lazarus" foi o primeiro hit de Bowie no top 40 no Billboard Hot 100 em mais de 28 anos, chegando ao número 40 na semana após sua morte.

## Contexto
De acordo com o produtor de Bowie, Tony Visconti, as letras e o vídeo de "Lazarus" e outras músicas do álbum foram destinados para ser um auto-epitáfio, um comentário sobre a morte iminente de Bowie.

## Vídeo
O vídeo oficial da música "Lazarus", com uma edição mais curta da música, durando pouco mais de quatro minutos, foi lançado em 7 de janeiro de 2016 para o canal Vevo de Bowie no YouTube. O vídeo foi dirigido por Johan Renck, que também dirigiu o videoclipe do single anterior de Bowie, "Blackstar". Foi filmado em novembro de 2015 em um estúdio no bairro do Brooklyn, em Nova York. O vídeo é mostrado em uma proporção de 1: 1 e Bowie aparece na maior parte do vídeo, com uma bandagem e botões costurados sobre os olhos como no vídeo "Blackstar", deitado em um leito de morte.
O vídeo termina com Bowie entrando em um guarda-roupa escuro. Nas cenas com o guarda-roupa, Bowie está vestindo um traje com listras diagonais referenciando a contracapa do álbum de relançamento de Station to Station de 1991, onde ele é retratado sentado no chão, desenhando a Árvore da Vida cabalística A Árvore da Vida também é referenciada nas letras da música Station to Station, um "movimento mágico de Kether a Malkuth".
O vídeo foi nomeado para três prêmios: Melhor Direção, Melhor Cinematografia e Melhor Edição, no MTV Video Music Awards de 2016.

## Faixas
| Versão digital |           |                |         |  |
| N.º            | Título    | Compositor(es) | Duração |  |
| 1.             | "Lazarus" |                | 6:21    |  |

## Equipe
- David Bowie - vocais, guitarra fender, mixagem, produção
- Tim Lefebvre - baixo
- Mark Guiliana - bateria
- Donny McCaslin - saxofone
- Ben Monder - guitarra
- Jason Lindner - órgão wurlitzer, teclados

## Paradas de Sucessos
| Chart (2015–16)                                         | Peak position |
| ------------------------------------------------------- | ------------- |
| Australia (ARIA)                                        | 72            |
| Áustria (Ö3 Austria Top 75)                             | 38            |
| Bélgica (Ultratop 50 de Flandres)                       | 10            |
| Bélgica (Ultratop 50 da Valônia)                        | 45            |
| Canadá (Canadian Hot 100)                               | 14            |
| Finlândia (Latauslista Download)                        | 22            |
| França (SNEP)                                           | 35            |
| Alemanha (Official German Charts)                       | 77            |
| Hungria (Single Top 40)                                 | 8             |
| Irlanda (IRMA)                                          | 48            |
| Itália (FIMI)                                           | 23            |
| Japão (Japan Hot 100)                                   | 89            |
| Países Baixos (Single Top 100)                          | 32            |
| Nova Zelândia (Recorded Music NZ)                       | 9             |
| Espanha (PROMUSICAE)                                    | 49            |
| Suécia (Sverigetopplistan)                              | 42            |
| Suíça (Schweizer Hitparade)                             | 16            |
| Reino Unido (UK Singles Chart)                          | 45            |
| US Billboard Hot 100                                    | 40            |
| Estados Unidos (Billboard Hot Rock & Alternative Songs) | 3             |
| Estados Unidos (Billboard Adult Alternative Songs)      | 17            |